# Ara (Grignasco)
Ara è la più grossa frazione del comune di Grignasco, in provincia di Novara.

## Storia
Il paese di Ara era nel medioevo frazione di Grignasco, ma divenne comune autonomo del 1500. Nel 1927 il comune autonomo di Ara fu accorpato a quello di Grignasco, diventandone una sua frazione. Dalla frazione si gode di una buona vista sui comuni circostanti.